# جورج روبرتسون (سياسي أمريكي)
جورج روبرتسون (بالإنجليزية: George Robertson)‏ هو محامي وقاضي وسياسي أمريكي، ولد في 18 نوفمبر 1790 في الولايات المتحدة، وتوفي في 16 مايو 1874 في نفس البلد. حزبياً، نشط في الحزب الجمهوري الديمقراطي. وقد انتخب عضو مجلس النواب الأمريكي.